# میشل ریو (بازیکن فوتبال)
میشل ریو (انگلیسی: Michel Rio؛ زادهٔ ۷ مارس ۱۹۶۳) بازیکن فوتبال سابق اهل فرانسه است که در پست هافبک بازی می‌کرد.
از باشگاه‌هایی که در آن بازی کرده‌است می‌توان به باشگاه فوتبال گنگام، باشگاه فوتبال نانت، باشگاه فوتبال متس، باشگاه فوتبال کان، و باشگاه فوتبال لو آور اشاره کرد.